# Pristimantis citriogaster
Espèce
Synonymes
- Eleutherodactylus citriogaster Duellman, 1992

Statut de conservation UICN

 DD  : Données insuffisantes
Pristimantis citriogaster est une espèce d'amphibiens de la famille des Craugastoridae.

## Répartition
Cette espèce se rencontre, :
- au Pérou dans les environs de Tarapoto dans la province de San Martín dans la région de San Martín entre 600 et 800 m d'altitude.
- en Équateur dans les provinces de Zamora-Chinchipe et de Morona-Santiago entre 1 000 et 1 094 m d'altitude ;

## Publication originale
- Duellman, 1992 : A new species of the Eleutherodactylus conspicillatus group (Anura: Leptodactylidae) from northeastern Peru. Revista Espanola de Herpetologia, vol. 6, p. 23-29.